# Dario Tanda
Dario Tanda (* 2. Januar 1995 in Deventer) ist ein niederländischer Fußballspieler, der vor allem im offensiven Mittelfeld, aber auch auf den Außenbahnen eingesetzt werden kann. Er spielte für den FC Twente aus Enschede und für PEC Zwolle in der Eredivisie.

## Karriere
Der italienisch-stämmige Dario Tanda wechselte 2009 aus der Jugend der Go Ahead Eagles aus seiner Heimatstadt Deventer nach Enschede auf die Jugendakademie des FC Twente. In der Saison 2012/13 spielte er in der A-Jugend der Tukkers und wurde zur folgenden Spielzeit in den Kader der zweiten Mannschaft Jong FC Twente hochgezogen, die in der Eerste Divisie spielt. Nach Verletzungsausfällen von Kyle Ebecilio und Dušan Tadić sowie dem Wechsel von Leroy Fer fehlten Coach Michel Jansen und Trainer Alfred Schreuder im Trainingslager vor der Saison Spieler im Mittelfeld, Tanda wurde nachberufen. Nach guten Leistungen im Training und in einem Testspiel gegen CA Osasuna gab Tanda in der Startelf des ersten Ligaspiels gegen RKC Waalwijk am 3. August 2013 sein Eredivisie-Debüt. Das Spiel endete 0:0. Er konnte sich jedoch anschließend nicht durchsetzen und kam nur noch zu einem weiteren Einsatz in der ersten Mannschaft. Bei Jong FC Twente kam er in den Spielzeiten 2013/14 und 2014/15 zu 41 Einsätzen (ein Tor) in der Eerste Divisie. Sein Vertrag beim FC Twente lief bis Saisonende 2015; er wechselte anschließend zur Saison 2015/16 zu PEC Zwolle. Nach einem Jahr dort, in dem er dreimal in der Eredivisie auflief, unterschrieb Tanda zwei Verträge, eine Verlängerung bei PEC und einen Zwei-Jahres-Vertrag bei seinem ehemaligen Club, den Go Ahead Eagles. Letztlich endete der Streit damit, dass Tanda bei keinem Verein unter Vertrag stand. Noch vor der Winterpause hoffte er auf einen Transfer zu Paris Saint-Germain, dessen technischer Direktor Patrick Kluivert ihn noch aus der Nachwuchsmannschaft des FC Twente kannte. Ende Januar 2017 sagte er dem dänischen Vendsyssel FF ab, der ihn nach einem Probetraining verpflichten wollte. Er verbrachte seine Karriere fortan in unterklassigen Ligen – in Italiens Seria D, in der 4e klasse und der eerste Klasse D der Niederlande.
Neben der Fußballausbildung machte Tanda am Johan Cruyff College eine Ausbildung in Marketing und Kommunikation. Er wurde von René Eijkelkamps Spielerberatung, später von Muaffak Gulcay vertreten. 

## Nationalmannschaft
Im Oktober 2010 debütierte Tanda in der niederländischen U16-Nationalmannschaft, für die er noch ein weiteres Mal antrat.

## Nachweise
1. ↑  Dario Tanda sluit aan in Duitsland (Memento des Originals vom 24. Juni 2018 im Internet Archive)  Info: Der Archivlink wurde automatisch eingesetzt und noch nicht geprüft. Bitte prüfe Original- und Archivlink gemäß Anleitung und entferne dann diesen Hinweis., Twente intern vom Juli 2013
2. 1 2  Kou uit de lucht tussen Go Ahead en PEC over transfer Tanda, Voetbal International vom 6. Juli 2016, gesichtet am 24. April 2017
3. ↑  'Patrick kent me uit zijn tijd als beloftentrainer van Twente. Hij heeft me gezegd dat hij niet twijfelt aan mijn kwaliteiten en hij wil me graag tussen de beloften zien daar.' Dario Tanda gegenüber Tubantia, zitiert in Transferdagboek 14/12: Oscar, Immers en miljoenen voor HSV, Voetbal International vom 14. Dezember 2016, gesichtet am 24. April 2017
4. ↑  Kortom – Bijzondere goal Chapecoense, coach Ivoorkust weg, Voetbal International vom 29. Januar 2017, gesichtet am 24. April 2017
5. ↑  Tanda tekent opleidingscontract bij FC Twente, Website Eijkelkampro.nl
6. ↑  Spielerprofil (Memento vom 4. März 2016 im Internet Archive) auf der OnsOranje-Website des KNVB

| Personendaten    | Personendaten                   |
| ---------------- | ------------------------------- |
| NAME             | Tanda, Dario                    |
| KURZBESCHREIBUNG | niederländischer Fußballspieler |
| GEBURTSDATUM     | 2. Januar 1995                  |
| GEBURTSORT       | Deventer, Niederlande           |